# Artoria albopilata
Artoria albopilata är en spindelart som först beskrevs av Arthur Urquhart 1893.  Artoria albopilata ingår i släktet Artoria och familjen vargspindlar. Inga underarter finns listade i Catalogue of Life.